# Saint-Euphraise-et-Clairizet
Saint-Euphraise-et-Clairizet är en kommun i departementet Marne i regionen Grand Est (tidigare regionen Champagne-Ardenne) i nordöstra Frankrike. Kommunen ligger i kantonen Ville-en-Tardenois som tillhör arrondissementet Reims. År 2022 hade Saint-Euphraise-et-Clairizet 245 invånare.

## Befolkningsutveckling
Antalet invånare i kommunen Saint-Euphraise-et-Clairizet
| Referens: INSEE |